# Monte Ashley
El monte Ashley (en inglés: Mount Ashley) es una montaña de 1155 m s. n. m. ubicado al sur de la Bahía de las Islas, entre el glaciar Grace y el glaciar Lucas, en Georgia del Sur, en el océano Atlántico Sur, cuya soberanía está en disputa entre el Reino Unido el cual las administra como «Territorio Británico de Ultramar de las islas Georgias del Sur y Sandwich del Sur», y la República Argentina que las integra al Departamento Islas del Atlántico Sur, dentro de la Provincia de Tierra del Fuego, Antártida e Islas del Atlántico Sur.
Su nombre se debe a Clifford Ashley Warren, un artista, autor e historiador de la caza de ballenas estadounidense. Dicho topónimo fue utilizado por Robert Cushman Murphy para una serie de montañas y cordilleras esparcidas en el lado sur de la bahía de las islas, a raíz de su visita a Georgia del Sur entre 1912 y 1913. La South Georgia Survey, de 1955 y 1956, informó de que un nombre de grupo de estas características no era adecuado y sólo se utilizó para nombrar a la montaña más alta del grupo.